# Michał Lewandowski (aktor)
Michał Lewandowski (ur. 1978 w Elblągu) – polski aktor filmowy i teatralny.

## Życiorys
W latach 2004–2005 uczeń Studia Aktorskiego przy Teatrze Żydowskim w Warszawie. Był aktorem w Teatrze Stajnia Pegaza i 43 Kwietnia w Gdańsku. W 2006 zdał egzamin eksternistyczny. W latach 2005–2009 aktor Nowego Teatru w Słupsku. Aktor Teatru Kwadrat w Warszawie.

## Ważniejsze role teatralne
Lista spektakli w Nowym Teatrze:
- 2005: Romeo i Julia, reż. Bogusław Semotiuk
- 2006: Ferdydurke, reż. Waldemar Śmigasiewicz
- 2006: Klan wdów, reż. Julia Wernio
- 2006: Testosteron, reż. Bogusław Semotiuk
- 2008: Galaktyka Szekspir, reż. Marcin Grota
- 2008: Amadeusz, reż. Zbigniew Kułagowski
- 2009: Rewizor, reż. Wiktor Panow

## Lista spektakli w Teatrze Kwadrat
- 2009 Co ja Panu zrobiłem,Pignon reż.Wojciech Adamczyk
- 2013 Ciotka Karola 3.0 reż.Andrzej Nejman
- 2015 Okno na parlament reż. Marcin Sławiński
- 2016 Czego nie widać reż. Andrzej Nejman
- 2017 Trzy sypialnie reż.  Andrzej Nejman
- 2017 Sztuka Yasminy Rezy reż. Marcin Sławiński  1

## Filmografia
Filmy
- 2003: Nienasycenie jako Genezyp Kapen
- 2006: 53:15 Berek
- 2007: W stepie szerokim jako mężczyzna koło prawie Marchew-Mana
- 2007: Teczki jako Michał
- 2008: Drzazgi jako Maciek
- 2009: Zmiana klimatu jako spiker radiowy (głos)
- 2010: Weekend jako Gula
- 2011: Komisarz Rozen jako Jawor
- 2013 Tajemnica Westerplatte jako Franciszek Żołnik
- 2017: Syn Królowej Śniegu jako motocyklista Piotr
- 2022: Tonia jako kierowca autobusu

Seriale
- 2003-2008: Daleko od noszy (gościnnie)
- 2003-2005: Czego się boją faceci, czyli seks w mniejszym mieście jako Zenon Gwóźdź, pan młody (2005) (gościnnie)
- 2003: Na Wspólnej jako Paweł Bartoszewski
- 2003-2008: Sąsiedzi
- 2004: Rodzina zastępcza jako dziennikarz „Superfaktu” (gościnnie)
- 2004-2006: Bulionerzy jako kelner (gościnnie)
- 2004-2006: Kryminalni jako sprzedawca u jubilera (odc. 18); Jacek Suchecki (odc. 54)
- 2005-2006: Tango z aniołem jako kleryk Karol
- 2008: Mamuśki jako Leszczu (gościnnie)
- 2009-2010: Majka jako Adam Stankiewicz
- 2011-2012: Julia jako Maciej Janicki
- 2011: Hotel 52 jako Paweł Rusewicz (odc. 36)
- 2011: Układ warszawski jako Leming (odc. 9)
- 2013: Na dobre i na złe jako pacjent (odc. 513)
- 2017: Daleko od noszy. Reanimacja jako Jakub Nowak, kuzyn pacjenta Wieńczysława Nowaka
- 2017: Ojciec Mateusz jako Bastyga (odc. 221)
- 2018: Leśniczówka jako Konrad Walczak (odc. 32)
- 2019: Młody Piłsudski jako Michał Mancewicz (odc. 4, 9)